# エミル・フレデリクセン
エミル・フレデリクセン（Emil Frederiksen、2000年9月5日 - ）は、デンマーク・ヴィボー出身のサッカー選手。ローゼンボリBK所属。ポジションはミッドフィールダー。